# Prévision des maladies des plantes

Le triangle des maladies des plantes représente les facteurs nécessaires à l'apparition d'une maladie.

La prévision des maladies des plantes est un système de gestion utilisé pour prédire la survenue ou l'aggravation des maladies chez les plantes cultivées.
À l'échelle d'une parcelle, ces systèmes sont utilisés par les producteurs pour prendre des décisions économiques sur les traitements destinés à lutter contre la maladie. Souvent, les systèmes posent au producteur une série de questions sur la sensibilité de la culture hôte, et intègrent les conditions météorologiques, actuelles et prévisibles, pour établir une recommandation. Généralement, une recommandation est conçue pour déterminer si le traitement de la maladie en cause est nécessaire ou non. Habituellement le traitement est une application de pesticides.

## Généralités
Les systèmes de prévision sont fondés sur des hypothèses concernant les interactions de l'agent pathogène avec l'hôte et avec l'environnement, constituant ce qu'il est convenu d'appeler le « triangle des maladies ».
L'objectif est de prédire avec précision quand les trois facteurs - hôte, environnement et agents pathogènes - interagissent de telle façon que la maladie puisse se produire et entraîner des pertes économiques. 
Dans la plupart des cas, l'hôte peut être raisonnablement défini comme résistant ou sensible, et la présence de l'agent pathogène peut souvent être raisonnablement déterminée sur la base de l'historique des précédents culturaux ou, le cas échéant, de données d'enquête. L'environnement est généralement le facteur déterminant pour le développement de la maladie. Les conditions environnementales peuvent déterminer la présence de l'agent pathogène dans une saison particulière par leurs effets sur les processus biologiques tels que l'hivernage. Les conditions environnementales affectent également la capacité de l'agent pathogène de provoquer une maladie ; par exemple, un minimum de durée de l'humidité foliaire est nécessaire pour que la cercosporiose du maïs puisse se produire. Dans ces cas, un système de prévision des maladies tente de définir le moment où l'environnement sera propice au développement de la maladie.
De bons systèmes de prévision des maladies doivent être fiables, simples, rentables et applicables à de nombreuses maladies. Comme tels, ils ne sont normalement conçus que pour les maladies qui sont suffisamment irrégulières pour justifier un système de prévision, plutôt que pour des maladies qui surviennent chaque année et pour lesquelles un traitement régulier devrait être mis en œuvre.
Les systèmes de prévision ne peuvent être conçus que s'il y a aussi un accord sur les paramètres réels du triangle des maladies.

## Exemples de système de prévision des maladies
Les systèmes de prévision peuvent utiliser l'un des nombreux paramètres afin de déterminer le risque de maladie, ou une combinaison de facteurs. 
L'un des premiers systèmes de prévision conçus le fut pour la maladie de Stewart du maïs. Il était basé sur un indice des températures hivernales, étant donné que les basses températures sont létales pour le vecteur de la maladie de sorte qu'il n'y a alors pas d'épidémie. 
Un exemple de système de prévision multiple maladie / ravageurs est le système EPIPRE (EPIdemiology, PREdiction, and PREvention) mis au point aux Pays-Bas pour le blé d'hiver qui mettait l'accent sur plusieurs agents pathogènes.
Le site USPEST.org publie des graphiques de risque de diverses maladies des plantes en fonction des prévisions météorologiques, avec une résolution horaire de l'humidité foliaire.
Les modèles de prévision sont souvent basés sur une relation comme la régression linéaire simple où x est utilisé pour prédire y. D'autres relations peuvent être modélisées en utilisant une courbe de croissance de la population.
La courbe de croissance qui est utilisée dépend de la nature de l'épidémie. Les épidémies polycycliques, telles que celles du mildiou de la pomme de terre sont généralement mieux modélisées en utilisant un modèle logistique, alors que les épidémies monocycliques peuvent être mieux modélisées avec le modèle mono-moléculaire.  
Le choix d'un modèle correct est essentiel pour qu'un système de prévision de la maladie soit utile.
Les modèles de prévision des maladies des plantes doivent être soigneusement testés et validés après avoir été mis au point. Un intérêt a surgi récemment pour la validation des modèles par la quantification des coûts économiques des faux positifs et des faux négatifs, lorsque des mesures de prévention de la maladie peuvent être appliquées alors qu'elles sont inutiles ou au contraire non appliquées alors qu'elles seraient nécessaires, respectivement.  
Le coût de ces deux types d'erreurs doit être évalué avec soin avant de décider d'utiliser un système de prévision des maladies.

## Développements futurs
Dans l'avenir, les systèmes de prévision des maladies peuvent devenir plus utiles grâce à l'augmentation, d'une part, de la puissance de calcul informatique et, d'autre part, de la quantité des données accessibles aux phytopathologistes pour construire des modèles. 
De bons systèmes de prévision peuvent aussi devenir de plus en plus nécessaires à cause du changement climatique. Il sera important d'être en mesure de prédire avec précision les régions où peuvent se produire des éruptions de maladies, qui ne se situeront pas forcément dans des zones historiquement connues.